# Segundo Castillo (peruwiański piłkarz)
Segundo Castillo Varela (ur. 17 lipca 1913 w Callao, zm. 1 października 1993 tamże) – piłkarz peruwiański noszący przydomek Titina, środkowy pomocnik.
Urodzony w Callao Castillo karierę piłkarską rozpoczął w 1933 roku w klubie Sport Boys Callao, z którym w 1935 roku zdobył tytuł mistrza Peru.
Jako gracz klubu Sport Boys wziął udział w Igrzyskach Olimpijskich w 1936 roku, gdzie zagrał w dwóch meczach - z Finlandią i Austrią. Świetnie grająca drużyna Peru po zwycięstwie nad Austrią dotarła do półfinału, ale gdy komisja regulaminowa anulowała wynik meczu z Austriakami, nakazując jego powtórzenie, Peruwiańczycy na znak protestu wycofali się z turnieju.
Rok później wziął udział w fatalnym w turnieju Copa América 1937, gdzie Peru zajęło ostatnie, szóste miejsce. Castillo zagrał w czterech meczach – z Brazylią (wszedł za Orestesa Jordána), Urugwajem, Argentyną i Chile. W 1937 roku Castillo razem ze Sport Boys po raz drugi zdobył mistrzostwo Peru.
W 1938 roku Castillo razem z reprezentacją Peru wygrał Igrzyska boliwaryjskie.
Wciąż jako piłkarz klubu Sport Boys wziął udział w turnieju Copa América 1939, gdzie Peru zdobyło mistrzostwo Ameryki Południowej. Castillo zagrał w trzech meczach – z Ekwadorem, Paragwajem i Urugwajem.
Po zwycięskim turnieju kontynentalnym Castillo przeniósł się do Argentyny, gdzie grał w klubie CA Lanús. Następnie występował w chilijskim klubie Deportes Magallanes, a potem w kolumbijskim zespole Independiente Medellín. Po powrocie do ojczyzny Castillo grał w klubach Municipal Lima i Universitario Lima. W 1954 roku zakończył karierę piłkarską w drużynie Unión Callao.
W latach 1936–1939 Castillo rozegrał w reprezentacji Peru 12 meczów. Zmarł w Callao 1 października 1993 roku. Należy do najlepszych graczy środka pola w historii peruwiańskiej piłki.